# 森口尚史
森口 尚史（もりぐち ひさし、1964年（昭和39年） 6月11日 - ）は、日本の医科学研究者（知的財産法・医療統計）。学位は博士（学術）（東京大学・2007年）。
財団法人医療経済研究機構調査部長、ハーバード大学メディカルスクール・マサチューセッツ総合病院客員研究員、東京大学先端科学技術研究センター特任教授、東京大学医学部附属病院特任研究員等を歴任した が、研究不正などにより、2012年10月に東京大学医学部附属病院より懲戒解雇処分を受けた。森口が関わった論文68本のうち14本で不正があった、と東京大学から2013年9月20日に発表があった。

## 経歴
奈良県出身。奈良県立西の京高等学校卒業。駿河台大学法学部を経て、1989年に東京医科歯科大学医学部保健衛生学科看護学専攻に入学し、学士（保健学）を取得後、同大大学院博士前期課程に進学し、修士（保健学） を取得した。
東京大学で博士（学術）を取得し、東京大学特任教授などを経て、東京大学医学部附属病院特任研究員を務めた。専門は知的財産法、医療技術評価。
2012年（平成24年）10月、読売新聞により「ハーバード大学客員講師」の肩書きで「iPS細胞を使った世界初の心筋移植手術を実施した」と大々的に報じられたが、多方面から数々の疑義が提起され、その2日後に同新聞は「同氏の説明は虚偽」とし、それに基づいた一連の記事は誤報であったことを認めた。東京大学は森口のiPS心筋細胞移植に関する研究報告、14編の論文等及び公的研究費の実施状況報告書等について再三の要求にもかかわらず、森口から生データや実験ノートなど実験の事実を証明する書類等が提示されなかったため、不正行為（捏造、改ざん、又は盗用）の存在を全て確認することはできなかったとしながらも、森口が説明責任を果たさないことは「証拠隠滅又は立証妨害」であると認定し、虚偽の発表を行い、大学法人の名誉又は信用を著しく傷つけたとして、2012年10月19日付けで懲戒解雇処分とした。
一方、森口は世界初のiPS心筋移植となる1例は事実であると主張した。自宅周辺の店員によると、「日本では発表できない研究をニューヨークで発表する」と豪語したり、自らをノーベル賞の候補と称したり、「東大の教授になった」、「ハーバード大学で研究している」、「研究仲間が気に入らない」などと話していた。ただし、これらの記事は一部のマスコミによって作り出された根も葉もない誹謗中傷記事であると森口自身は電子書籍の自著「iPS細胞騒動」で述べた。
同年11月末に、芸能プロダクションと契約を結び芸能活動に乗り出したとあるが森口は否定。トークショーやイベントに出演し、2013年1月26日放送予定の「現状打破TV」（テレビ東京系）にも出演していたが、直前になって放送中止となった。その後ウェブサイト「探偵ファイル」に、「元・東京大学特任教授」という肩書で、小保方晴子騒動についての記事を寄せたりしていた。

### 年表
- 1989年（平成元年）4月 - 東京医科歯科大学医学部の保健衛生学科看護学専攻に入学する[13]
- 1993年（平成5年）3月 - 東京医科歯科大学医学部の保健衛生学科看護学専攻を卒業して、同年看護士（現在は看護師）の資格を取得する[14]
- 1995年（平成7年） - 東京医科歯科大学大学院医学系研究科保健衛生学専攻の博士前期課程を修了して、修士（保健学）を[3] 取得する[4][15]。修士論文の題目は「健康診断における異常所見の評価とその予後に関する考察〜超音波エコーによる胆のうポリープの自然経過の検討」[14]。
- 1995年（平成7年） - 1999年（平成11年） - 財団法人医療経済研究機構主任研究員・調査部長となり、ハーバード大学メディカルスクール・マサチューセッツ総合病院客員研究員となる[16]
- 1997年（平成9年） - 東京医科歯科大学医学部保健衛生学科の非常勤講師となる（国際看護保健学、健康情報データベースと統計分析など担当）（2009年（平成21年）迄）[14][17]
- 1999年（平成11年）8月 - 東京大学先端科学技術研究センター協力研究員となる（知的財産権大部門）（非常勤）[16][18][19]
- 1999年（平成11年）11月 〜 2000年（平成12年） - マサチューセッツ総合病院の消化器内科の客員研究員となる[16]
- 2000年（平成12年）4月 - 東京大学先端科学技術研究センター技術補佐員[18]
- 2000年（平成12年）10月 - 東京大学先端科学技術研究センターの客員助教授となる（常勤）[16][19]
- 2002年（平成14年）4月[4] - 東京大学先端科学技術研究センター特任助教授（次世代的知的財産戦略研究ユニット、先端医療システム研究）（常勤）[16][19]
- 2006年（平成18年） - 東京大学先端科学技術研究センターの特任教授となる（システム生物医学）（非常勤[18]、2009年3月迄）[19][20][21]
- 2007年（平成19年）9月 - 東京大学大学院より、博士（学術）取得。博士論文題目は「ファーマコゲノミクス利用の難治性C型慢性肝炎治療の最適化」[22]、主査は児玉龍彦東京大学先端科学技術研究センター教授[23]。
- 2009年（平成21年）4月 - 東京大学先端科学技術研究センター交流研究員（2010年3月まで）[18]。
- 2009年（平成21年）10月 - テレビ朝日系列の「大正製薬Human Scienceスペシャル人体再生 〜iPS細胞 山中博士の挑戦!〜」に「ハーバード大学研究員」の肩書で出演（詳細は後述）。
- 2009年（平成21年）11月8日 - 読売新聞の記事上で、「米ハーバード大研究員も務める東京大の森口尚史特任教授」の肩書で登場（詳細は後述）。
- 2010年（平成22年） - C型肝炎の予防および治療に有用な特許を発明者として提出し、2012年（平成24年）に特許を公開する（東京医科歯科大学教授・薬品メーカーと共同）。
- 2010年（平成22年） - 東京大学医学部附属病院の特任研究員となる[19]。助成金から人件費として月45万円以上が森口に支払われていた[24]。研究テーマは「過冷却（細胞）臓器凍結保存技術開発」。
- 2012年（平成24年）3月 - 東京大学医学部附属病院形成外科・美容外科技術補佐員（8月まで）[25]
- 2012年（平成24年）9月 - 東京大学医学部附属病院特任研究員（常勤、有期）[25]
- 2012年（平成24年）10月 - iPS細胞を使った世界初の心筋移植手術を実施したと発表。当初6例実施としていたがそのうち5例は希望で1例は実際に行ったと訂正[26]。19日、東京大学医学部附属病院から懲戒解雇処分を受ける[27]。
- 2012年（平成24年）11月 - イギリスのオンライン誌「サイエンティフィック・リポーツ」は9日に、森口による論文2本の掲載を撤回した。森口自身も内容の正確さが保証できないとして、撤回を希望していた[28]。

## 本人の主張やそれに関する報道

### がん抑制遺伝子
2009年10月25日に、テレビ朝日系列の「大正製薬Human Scienceスペシャル人体再生 〜iPS細胞 山中博士の挑戦!〜」に「ハーバード大学研究員」の肩書で出演。iPS細胞から肝臓の細胞を作る際、細胞の中にはがん抑制遺伝子があり、その働きを抑えるとがんになることを発見したと紹介された。しかし森口は、1999年11月から2000年までハーバード大学傘下のマサチューセッツ総合病院の客員研究員だったことはあるが、2009年にハーバード大学研究員だったかは不明なため、この主張も疑問視されている。森口自身は電子書籍の自著「iPS細胞騒動」でハーバード大学との密接な関わりを主張している。

### 国による研究者への予算配分について述べた記事
2009年11月8日の読売新聞の記事 で、「米ハーバード大研究員も務める東京大の森口尚史特任教授」の肩書で登場し、国による研究者への予算配分についての意見を述べた。しかし、前述にもある通り、森口は2009年にハーバード大学研究員だったという事実は未確認だった。一方、森口自身は電子書籍の自著「iPS細胞騒動」でハーバード大学との密接な関わりを公的な証拠を示して主張している。

### iPS細胞を活用した創薬
2010年5月1日、読売新聞朝刊（大阪版）が「iPS活用 初の創薬」と報じた。記事では、森口と東京医科歯科大学がC型肝炎の治療法を発見したとしていた。また、日経産業新聞も同年4月に独自に森口を直接取材し、6月2日にiPS細胞を活用したC型肝炎創薬について報じていた。
しかし、2012年10月12日に、同大は記者会見の中で「このような実験及び研究が同大内で行われた事実はない」ということを明らかにした（東京医科歯科大学　2012年12月28日調査報告書も参照）。

### iPS細胞手術

#### 発表
2012年平成24年10月11日、読売新聞は、森口がiPS細胞を使った世界初の臨床応用として心筋移植手術を実施したことが10日分かった、と朝刊一面で大きく報じた。それによればハーバード大学客員講師の森口が同年2月に虚血性心筋症の男性患者（34歳）に対し、男性の肝臓から取り出した細胞から独自の手法でiPS細胞を作成、心筋細胞に変化、増殖させた。この心筋細胞を心臓バイパス手術を受けた患者の心臓に注入した。約10日後から心筋機能は平常になり、報道時点では平常の生活を送っているというもの。この手術を行う際にハーバード大学倫理委員会から「暫定承認」を受けたという。治癒対象の患者は6人で、前述の患者のほかに43歳の男性と35歳の女性にも手術を行ない、残りの3名についても年内中に移植手術を終える予定だとした。読売新聞は夕刊一面でも、森口のインタビュー記事など続報を掲載した。
森口は、現地時間で10月10日、11日にニューヨークで開かれる国際会議や、科学誌で手法を公表するとしていた。

#### 反応
この報道内容に対して、国内外の研究者から疑問の声が上がった。日本時間10月11日深夜、マサチューセッツ総合病院は「森口氏は1999年（平成11年）〜2000年（平成12年）まで病院に客員フェローとして在籍したが、その後は病院や（関連する）ハーバード大とは関係がない。大学や病院の内部審査委員会が治験を承認したとの事実はない」とする声明を発表した。これを受けて国際学会を主催するニューヨーク幹細胞財団も「森口氏のポスターについて疑義が示された」とする声明を発表し、会場から発表内容を示したポスターを撤去した。森口は現地時間11日、ポスターの前で自らの研究成果を研究者たちに説明する機会が与えられていたが、時間を過ぎても姿を見せなかった。
10月12日、科学雑誌ネイチャーも森口の研究について疑義を述べた。この中で中内啓光東大医科学研究所教授（幹細胞研究で著名）は、発表された内容に疑問があるとした上で、森口の手法での成功例は聞いたことが無いとしている。
森口はインタビューで「きちんとした手続きにのっとって移植を実施した。私に医師の資格はないが、移植は医師の指示の下で行われたので問題はない。ハーバード大学が私が所属していないと否定するのはよく分からない」と語った。
10月13日、この件を最初に報道した読売新聞は「同氏の説明は虚偽で、それに基づいた一連の記事は誤報」である旨のおわび記事を掲載した（なお、このおわびの検証記事に読売新聞が専門家として登場させた京都府立医科大学の教授も数か月後に別件の研究不正事件のため大学を辞職している）。読売新聞の報道を後追いした形の共同通信社や日本テレビ放送網、産経新聞も誤報を認め、謝罪した。一方朝日新聞や毎日新聞、日本経済新聞は、森口に取材を行ったが信頼性が低いと判断し、記事化を見送った。
この日、森口は滞在先のニューヨーク市内のホテルで記者会見を開き「移植が実施されたのは1例のみで、残りの5例は間違いだった。つい勢いでウソをついてしまった」と述べ、従来の主張は大半が虚偽であったことを認めた。「1人の患者には、別の病院で、去年6月に本当に細胞移植を実施した」と強調し、世界で初めてiPS細胞のヒトへの応用を行ったという主張は変えなかったが、どこの病院で誰が手術を行ったのかについては「共同研究者から『言うな』と言われている」とだけ答え、具体的な証拠は一切示さなかった。

## 研究費助成の受給等に関する調査結果
森口は、2010年度以降、iPS細胞関連の研究を行うとして、下記のとおり、内閣府の助成金や、経済産業省の委託事業の費用の一部を研究員費として得ていた。また、1998年度以降、厚生労働省や文部科学省が助成した研究にも関わっていた。しかしながら、iPS細胞手術の少なくとも一部が虚偽であったことから、各省庁などでは研究の実態の有無について調査を行っており、内閣府では実態がない場合には返還要請を検討するとしている。また、専門家は詐欺罪や補助金等に係る予算の執行の適正化に関する法律が適用される可能性を指摘した。
- 内閣府
  - 2010-2013年度に、臓器の凍結保存技術に関する研究に総額約1億6,380万円を助成。このうち、2011年3月-2012年9月に森口を東京大学特任研究員として雇用する経費として967万円が支出されている[51]。研究の代表者は、森口がハーバード大学で研究を行っていると思っていたと説明している。
- 千葉県産業振興センター
  - 経済産業省からの委託を受けた事業で、東京大学を再委託先としているが、2010年9月-2011年3月に森口の研究員費として約230万円が支出されている。千葉県産業振興センターが実態の有無を調査中。
- 厚生労働省
  - 1998-2006年度に、森口が関わった3件の研究に総額4,925万円を助成。主任研究者に調査を指示した。
- 文部科学省
  - 2001-2005年度に、森口が関わった2件の研究に総額約2,070万円を助成。東京大学等が調査した。2013年9月20日東京大学は、森口が関わった論文や投稿など68本のうち、14本で不正があったとの調査結果をまとめ「不正行為」と認定した。管理・指導を怠ったとして共著者らの処分も検討し、研究費の返還や論文の撤回を進める[52]。この発表を受けて、日本学術振興会や経済産業省は、森口が関わった研究助成費や労務費の返還を検討する[53]。
- 経済産業省
  - 経済産業省は、関東経産局が千葉県産業振興センターに委託した「iPS細胞の凍結・解凍装置開発事業」で、2010年度に東大に再委託された研究を対象に、東大に森口の人件費約230万円の返還を求めた。また2011年度から、森口には5年間、当時の研究責任者には1年間、同省の全研究資金への申請を制限するほか、東大に再発防止策の実施状況を報告させるとのことである。

## 一連の騒動以降の活動

### 論文投稿
2013年4月から5月にかけて、査読付き医療雑誌"BMJ Case Reports"に、森口および「Joren Madson」なる人物が共同で3件の論文を投稿し、一時的に掲載された。その後、ネイチャーの指摘 や外部からの問い合わせなどにより、これら3件の論文は調査のため一時的に撤回または二重投稿のため撤回とされている。
ネイチャーの調査 によると、共著者のJoren Madsonおよび所属先としているReprogramming, Inc.いずれもその存在を確認できなかった。また、森口の用いたe-mailアドレスは、大学病院医療情報ネットワーク研究センター（UMIN）から提供されたものであったが、UMINでは森口の在籍を確認できなかった。また、ネイチャーが森口に直接e-mailで本件内容について問い合わせたが、具体的な回答は得られなかった。
2014年11月のアメリカ心臓協会(AHA)のシンポジウムに発表、2015年にはClinics and Research in Hepatology and Gastroenterology誌に発表 と継続的に研究活動を行っており、所属は大阪市のオーククリニックとなっている。

## 著作

### 論文
- 森口尚史「医療経済研究の散歩道――C型慢性肝炎に対するインターフェロン療法の臨床経済研究」『総合社会保障』34巻11号、社会保険新報社、1996年11月、48-52頁。ISSN 0388-6891
- 中山栄純・林由美子・森口尚史ほか「脳死・臓器移植に関する新聞記事の調査」『公衆衛生』61巻4号、医学書院、1997年4月、288-289頁。ISSN 0368-5187
- 森口尚史「C型慢性肝炎に対するインターフェロン再投与の保険適用をめぐる諸問題に関する考察」『社会保険旬報』1961号、34巻11号、社会保険研究所、1997年10月1日、20-27頁。ISSN 1343-5728
- 森口尚史「慢性関節リウマチに対する臨床経済研究」『週刊社会保障』1973号、法研、1998年1月26日、56-57頁。ISSN 1343-5736
- 森口尚史「日本と欧米で異なる胃癌診断基準」『週刊社会保障』1981号、法研、1998年3月23日、64-65頁。ISSN 1343-5736
- 森口尚史「米国における反マネージドケアの動き」『週刊社会保障』1989号、法研、1998年5月25日、56-57頁。ISSN 1343-5736
- 森口尚史「FDA近代化法と臨床試験」『週刊社会保障』1997号、法研、1998年7月20日、56-57頁。ISSN 1343-5736
- 森口尚史「『高血圧に対する減塩療法』の疑問」『週刊社会保障』2005号、法研、1998年9月21日、56-57頁。ISSN 1343-5736
- 森口尚史「看護婦が戦略的な病院経営に貢献」『週刊社会保障』2032号、法研、1999年4月5日、56-57頁。ISSN 1343-5736
- 森口尚史「医薬品承認審査官養成プログラムの必要性」『週刊社会保障』2038号、法研、1999年5月24日、56-57頁。ISSN 1343-5736
- 森口尚史「医薬品承認審査に関する米国の動向」『週刊社会保障』2045号、法研、1999年7月12日、56-57頁。ISSN 1343-5736
- 上村隆元・森口尚史・白鞘康嗣ほか「HUI3（Health Utilities Index 3）を用いた職域における健康効用値測定の試み」『産業衛生学雑誌』43巻、2001年3月10日、249頁。ISSN 1341-0725
- 五島雄一郎・横山信治・森口尚史ほか「医療経済効果からみた高脂血症治療の意義」『日本医事新報』4013号、日本医事新報社、2001年3月24日、37-45頁。ISSN 0385-9215
- 上村隆元・森口尚史・David Feenyほか「日本語版HUI3（Health Utilities Index 3）――健常集団に対する測定特性の検討」『日本衞生學雜誌』56巻1号、日本衛生学会、2001年4月1日、223頁。ISSN 0021-5082